# MICB

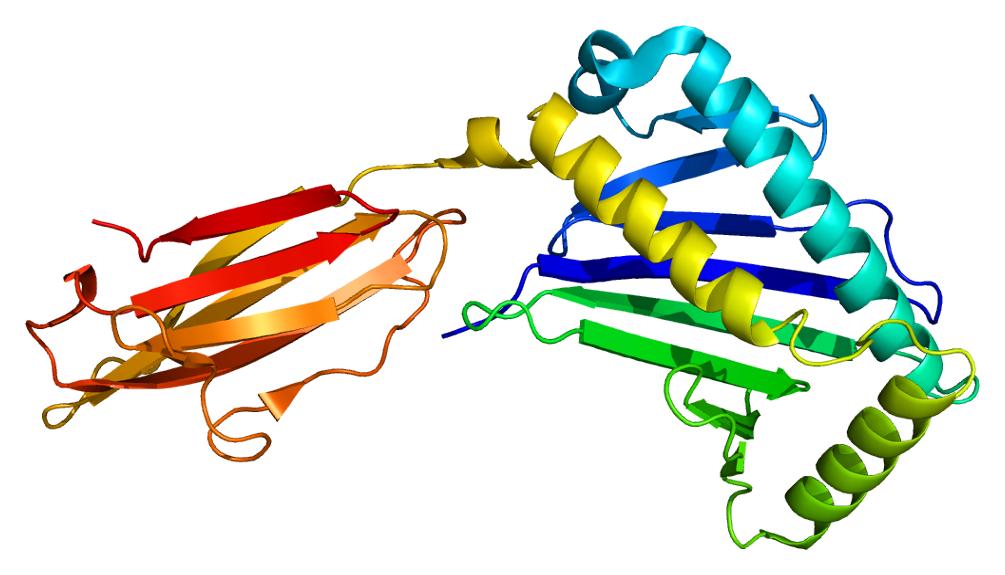
molekulová struktura

MICB (MHC class I polypeptide-related sequence B) je glykoprotein příbuzný MHC glykoproteinům I. třídy se kterými má podobnou strukturu. MICB je stresem indukovaný ligand pro NKG2D receptor.

## Struktura
MICB se skládá z extracelulární domény α1α2α3, transmembránového segmentu a C-terminálního cytoplasmatického konce. 
Gen pro MICB se nachází na chromosomu 6. Jeho struktura je velice podobná příbuznému genu MICA (MHC class I polypeptyde-related sequence A), se kterým sdílí více než 80 % kódující sekvence. Jedná se o vysoce polymorfní gen, u člověka je známo 19 různých alel.  Tato vysoká míra polymorfismu může způsobovat problémy při transplantacích, může se podílet na odhojení transplantátu. 
U velké části savců (kromě hlodavců), se vyskytují geny a potažmo proteiny homologní k MICB (a MICA), jedná se tedy pravděpodobně o protein, který vznikl poměrně brzy v evoluci. 

## Funkce
MICB funguje jako ligand pro NKG2D receptor na povrchu NK buněk, CD8+ T lymfocytů a γδ T lymfocytů.  Po jeho navázání dochází ke stimulaci NK buněk a k produkci cytokinů. V případě T lymfocytů funguje jako kostimulační signál pro jejich aktivaci.
K produkci MICB dochází u zdravých lidí pouze v buňkách střevního epitelu.  Vlivem stresu (heat-shock elementy) dochází ke zvýšené produkci MICB. K výrazné produkci MICB dochází v buňkách epitelových nádorů. 